# Кругів
Кру́гів — село в Золочівському районі Львівської області

## Географія
Село Кругів розташоване за 22 км від районного центру Золочів, на вододілі між витоками річок Буг і Серет. Входить до Золочівської міської громади, знаходиться в південно-східній частині Золочівського району. Межує із селами: на півдні — Нище, на заході — Колтів, на півночі — Верхобуж, на північному сході — Лукавець, на південному сході — Гарбузів. Села Нище і Гарбузів належать до Тернопільского району Тернопільської області. Кругів розкинувся у долині (316 м над рівнем моря), де витікає Бужок Кругівський, що є одним з витоків Бугу.
Оточений мальовничими лісами, у яких ростуть дуб, бук, граб, сосна, смерека, береза, липа. В лісовому масиві Довжок знаходимо рідкісні рослини, які занесені до Червоної книги: підсніжники білі, котячі лапки; водяться вовки, лисиці, зайці, дикі кабани, козулі. Влітку багато приїжджих з навколишніх сіл і Золочева для збирання малини, чорниці, ожини, суниці, а також грибів.
Кругів має автобусне сполучення із Золочевом, через село проходить автобусний маршрут Львів — Батьків.

## Історія
Місцеві старожили розповідають, що колись село було не тут, а за 1 км на південь. Воно називалося Обидра. В селі нараховувалось до сорока дворів. У 1649 році польське військо Яна-Казимира спалило Обидру. Вижили лише Мартин Дремух, Музика, Соколовський і Копанецький зі своїми сім'ями. Їм вдалося втекти в ліси і заховатись. Мартин Дремух поселився в лісі на північний схід від Обидри і там викопав собі землянку. Його «господарство» складалося лише з одної свині, яка бродила по лісу, шукаючи корму. А решту троє погорільців, ховаючись від поляків, натрапили в лісі на свійського кабанчика, який і привів їх до «хати» Дремуха. Зрадівши зустрічі з земляком, вони вирішили й собі поселитися на цьому місці. І дали цьому поселенню жартівливе назвисько «Кругів», бо свиня, кувікаючи, привела їх сюди.
За іншою легендою, під час визвольної війни українського народу проти поляків невеличка група козаків мала сутичку з польським військом. Козаки не могли встояти під навалою ворога й сотник подав команду для відступу: «Кгугов!», замість «Кругом!». Коли козаки поверталися вдруге, то, сміючись, назвали це місце «Кругов».
Село згадується в письмових джерелах XVII ст.: «18 мая 1649 р. Тимко з Кругова, а також селяни Перепельників, Гарбузова, Лукавця — піддані пані Теофілії Собеській, заявили, що через спустошення сіл і церков, спалення корчми і млинів, вимирання людей, побирання в неволю не могли зібрати з Перепельницького ключа більше як 12 зл. 15 гр. податків»[1].
Але початки історії села сягають значно давніше. За Францисканською метрикою 1787—1788 рр. у селі було тридцять шість хат, двір, шестеро селян мали власні сади. Наприкінці XIX ст. територія села сягала 961,5 га у 1399 парцелях ґрунту. Громада мала 222,7 га ріллі, 131 га садів і лук, 44 га пасовищ. Згідно з даними перепису 1880 р. у Кругові проживало 492 людей, з них: 240 поляків, 239 українців, 13 євреїв. 454 особи проживали в громаді, 38 — у дворі. Читати вміло сорок сім осіб. Хат було сімдесят. В той час населення тримало 90 коней, 273 корови, 124 свині, 70 пнів бджіл. Двір мав 52 коні, 58 корів, 17 свиней, 100 пнів бджіл. Були млин і лісничівка.
Спочатку Кругів належав до пошти в Зборові, а з 1892 р. — до пошти в Нищому. З 1897 р. найближчий телеграф був у Плугові.
За матеріалами австрійського урядового перепису населення 1900 р. у Кругові проживало 527 осіб, у тому числі 305 українців, 213 поляків, 9 євреїв. В час Першої світової війни через Кругів проходила вузькоколійка. За Польщі в селі була олійня, яка належала заможному господареві Федькові Максиміву. В середині XIX ст. війтом Кругова був Павло Мартинишин, а пізніше — Петро Мартинишин. І нині половина мешканців села мають прізвище Мартинишин.
У війні з німцями загинув лише один мешканець села — Михайло Рудак, 1907 р. н. 43 особи загинуло під час війни. Багато потерпіло і село — згоріла 41 господарка.
Український партизанський рух найбільшого піднесення зазнав під час відходу німців і приходу радянських військ.
«15 липня 1946 р. в лісі біля с. Кругів під час облави банда енкаведистів найшла на постій відділу „Сіроманці“. Зав'язався бій, у якому повстанці вбили п'ять енкаведистів і з утратою одного убитим відступили».[2] Довго діяла добре замаскована криївка в лісі у Іванцевій. Вона була збудована і облаштована за всіма вимогами і потребами. Пізніше там можна було побачити різний посуд, діжу для тіста, залишки батарей для радіоприймачів, навіть акуратно складений і добре збережений друкарський шрифт, який, ймовірно, використовували для набору тексту листівок. У 1952 році енкаведисти знищили останню криївку на горі Шипеті. Щоб залякати мешканців села, які не хотіли коритися совєтському режиму, вони привезли четверо вбитих повстанців — молодих українських патріотів і поклали на пагорбку біля першої колгоспної стайні. Наказували людям, щоб впізнавали їх і повідомляли прізвища. Але село мовчало…
За зв'язки з підпіллям заарештовано і засуджено 17 кругівців на терміни від 10 до 25 років. З 1947 по 1950 рр. сім сімей вивезено в Сибір. У 1950 р. в селі проживало 97 сімей корінних жителів, 7 сімей переселенців з Польщі та одна сім'я із Великої України, втікачі від голоду.

###### Боротьба ОУН-УПА проти комунізму.
Захоплення в полон В.Кука- Голова Проводу ОУН в Україні, Головний Командиром УПА та Голова Генерального Секретаріату Української Головної Визвольної Ради.
Реальна можливість захопити або знищити Головного командира УПА в репресивно-каральних органів радянської влади появилася восени 1953 р., коли вони перехопили лінію зв'язку та взяли під контроль кур'єрську групу, яка безпосередньо його обслуговувала. Це трапилося 6 листопада 1953 р. в Іванцівському лісі біля с. Кругів Золочівського р-ну, де чекісти за даними Василя Галаси та при його безпосередній участі викрили пункт зв'язку. Під час блокування криївки співробітники оперативної групи МВС УРСР використали спецзасоби для захоплення повстанців живими, у результаті чого керівник кур'єрської групи Мирон Турчиняк — «Юрко» був захоплений живим, а швагро В. Кука, Василь Демчук — «Старий», встиг застрелитися30. Із захопленим підпільником у Києві почали активно працювати досвідчені оперативники, які схилили його до співпраці з органами МВС, 10 квітня 1954 р. завербували в якості спецагента (псевдоніми «Шостий» та «Богун») та доручили організувати захоплення «Леміша», який, за логічним припущенням чекістів, навесні 1954 р. мав би прийти до криївки «Богуна» для відновлення зв'язку із В. Галасою — «Орланом». Реалізуючи задумане, 19 квітня 1954 р. до місця знаходження криївки в Іванцівському лісі, що поблизу с. Кругів Золочівського р-ну, була скерована легендована група КДБ у складі спецагентів «Богуна» (Мирона Турчиняка), «Карпа» (Миколи Примаса, колишнього бойовика В. Галаси) та «Жарова» (особа не ідентифікована), яка розмінувала та відновила схрон, надавши йому обжитого вигляду, облаштувала його радіосигналізаційними апаратами «Тривога» та понад місяць очікувала на появу «Леміша» 23 травня 1954 р. приблизно о 4-й годині ранку до криївки прибув Василь Кук зі своєю боївкою. При підході до місця розташування укриття він подав умовний сигнал, на який йому відповів «Богун». Коротко розпитавши бойовика про ситуацію в околиці та порадившись з ним, провідник вирішив, що у криївці зупиняться на відпочинок він із дружиною, а його двоє охоронців розташуються у лісі неподалік. За час, поки «Леміш» пішов давати вказівки своїм охоронцям щодо подальших дій, «Богун» встиг повернутися у криївку, обумовити зі спецагентами план захоплення гостей та вийти назустріч провіднику, який повертався до криївки разом із дружиною. Агенти зайняли свої місця: «Карпо» — у криївці, а «Жаров» — у кущах неподалік від сховку та подали умовний сигнал оперативній групі КДБ, яка знаходилася у Золочеві. Подальші події розгорталися згідно із планом співробітників КДБ. Василь Кук та його дружина були обеззброєні та захоплені спецагентами у криївці під час сну, а їхні бойовики — на місці постою в лісі. Будь-які спроби домовитися з перевертнями не увінчалися успіхом і вже того ж дня цінні в'язні під посиленою охороною літаком були доставлені до Києва для слідства, яке вів центральний апарат КДБ УРСР.-https://litopysupa.com/wp-content/uploads/2019/01/NS_Tom_27_Borotba_proty_povstanskoho_rukhu_i_natsionalistychnoho_pidpillia_protokol_y_dopyt.pdf

## Церковне життя
Історія Кругова тісно пов'язана з селом Нище. Українське населення цих сіл становило одну парафію. Матірна церква знаходилась в Нищому (Зборівський деканат). У 1886 р. в Нище приходить молодий священник Йона Пелехатий, 1857 р. н. Він був провідним москвофілом. Подальша історія Кругова зв'язана з іменем саме цього священнослужителя. У 1906 р. був новостворений Оліївський деканат. Першим його деканом став о. Йона Пелехатий. При ньому у Кругові засновано Марійське братство, громадську касу, відкрито церковний склеп. У 1908 р. була заснована читальня «Общества ім. М. Качковського». Помер отець-декан 17 вересня 1936 року. Похований на цвинтарі у с. Нище у спільній могилі з дружиною Ольгою, що упокоїлась цього ж року, про що свідчить добре збережений дотепер напис на надмогильному пам'ятнику, який спорудив онук дружини Сергій Сохоцький.
Та найбільшою пам'яткою по священику залишилась сільська церква. На ділянці, що прилягала до священичого дому, поставили дерев'яну церкву, яку було куплено у громади с. Мильно Залозецького деканату, що була збудована 1755 року. Одним із активних організаторів її перевезення та майстром перебудови був кругівський тесля Олекса Карий, уродженець с. Загір'я, що сусіднє з с. Мильно. Постала церква у Кругові 1905 року. Під час Першої світової війни церква не постраждала, а село було знищене наполовину.
Дерев'яний храм св. рівноапостольного князя Володимира має розміри
17×8 м і площу 88 м². Радянська влада хотіла зробити у святині колгоспний склад, та селяни згуртувалися і не допустили до цього. З 1991 р. церква з дзвіницею є пам'яткою архітектури місцевого значення і включена у список «Дерев'яні церкви Львівщини» [Архівовано 8 листопада 2020 у Wayback Machine.].3 Різьблений іконостас датований поч. XVIII ст. Дзвіниця змішана: нижній ярус мурований, верхній — дерев'яний каркасної конструкції, перехід між ярусами у вигляді піддашшя.
Після майже 30-літньої перерви церкву було урочисто відкрито 14 квітня 1989 р. Настоятелем церкви став о. Василь Жолнович, нині служить о. Михайло Ферелетич. Тривалий час старшим братом працює Берегуля Михайло, дяком — Світлана Чіпак. Парафія входить до Золочівського деканату Львівської єпархії УАПЦ. Інших віросповідань у Кругові немає. Храмовий празник в день святого князя Володимира.

## Школа
Однокласна народна школа існувала в селі від 1873 р. Тоді до неї ходили 29 хлопчиків і 26 дівчаток. 1902 року у школі навчалися 38 дітей українців. За Польщі українці Кругова жадали, щоби їх діти навчалися руською (тобто українською) мовою, але поляки з перевагою у три заяви добилися залишення польської мови викладів.[4] У 1939—1940 н. р. у школі в одній класній кімнаті навчалося 117 учнів, всі троє вчителів навчали українською мовою. Школа розміщалася в будинку при центральній дорозі, де пізніше були клуб, бібліотека і кінобудка. Серед навчальних предметів вивчали арифметику, читання, природу, релігію, яку один день у тижні навчав польський ксьондз, а в інший день — український священник. Підручники купували учням батьки. Вони були недешеві і доводилось зберігати їх охайно, щоб передати іншому учневі на наступний навчальний рік. Книжки і письмові приладдя носили у пошитих вдома тканинних торбинках. За неналежне засвоєння учнем навчальної програми його залишали ще на один рік в цьому ж класі (така практика була доволі поширена і за радянської влади). За погану поведінку і порушення дисципліни учнів били по руках, ставили на коліна в кут на насипане зерно з піднесеними догори руками.
Після війни, 1945 року, навчання дітей 1935,1936 і 1937 р. н. розпочалось у будинку-маєтку Йони Пелехатого. Сюди був направлений молодий вчитель Євген Андрійович Квасниця. В Кругові він одружився з Ольгою, дочкою Михайла Сохоцького.
З 1952 року учні продовжили навчатись у будинку, збудованому 1936 року для ксьондза (біля Йосипа Глушки). Це була гарна, велика одноповерхова будівля з двома класними кімнатами і коридором; велике доглянуте подвір'я із зеленою травичкою, на якому росли і добре плодоносили груша і яблуні. Біля школи були немалі земельні ділянки, де працювали учні під час літньої практики.
Серед трьох дочок Євгена Квасниці (Зореслава, Ліда, Ярослава) — найстарша Зореслава пішла шляхом батька — здобула педагогічну освіту і працювала в Олеській ЗОШ. Пізніше до Кругова були скеровані молоді вчителі: 1956 року Смик Ольга Антонівна, 1957 року Гопанюк Борис Григорович, які згодом створили міцну вчительську сім'ю. У 1976 році їх перевели до школи у Верхобуж, де  вчителювала їхня дочка Оксана.
У 1994 р. було збудовано і відкрито нову початкову школу, яку закрили в 2023 році.

## Господарство
У великому будинку із червоної цегли, що стоїть у центрі села біля церкви, жив пан Ян Нараєвський. Останній з Нараєвських занедбав маєтності і збанкрутував. Поручителем погашення боргів зголосився бути парох с. Нище Йона Пелехатий. Він стає найбільшим землевласником у Кругові, йому належало близько 150 га землі. Після Першої світової війни немолодий декан став комісаром вдовино-сирітського фонду. Його було нагороджено правом носіння червоного поясу і фіолетового ковпака.
За совєтських часів у цьому будинку була крамниця, колгоспний дитячий садок і комора. А в середині вісімдесятих років в ньому розмістився цех Львівського експериментального механічного заводу. Там виготовляли деталі до нафтового чи бурильного обладнання. Начальником цеху був Володимир Цішецький.
17 листопада 1948 р. на засіданні Олеського райвиконкому було ухвалено заснувати сільськогосподарську артіль, назвавши її «Шлях до комунізму», закріпити за колгоспом орної землі 45 га, сінокосу 20 га, пасовиська 40 га, затвердити правління в кількості п'ять чоловік: Панько Мартинишин (голова), Андрій Хомич, Текля Мацик, Олекса Питльований, Янтошко Ладига. Тим же рішенням було закріплено за колгоспом приміщення «колишнього куркуля Михайла Дзюбана і М. Мартинишин та стайні колишнього власника ксьондза».[5]
У 1950 році із 105 дворів 35 вже записалося до колгоспу. В цілому колгосп вважався неукріпленим, до того ж у селі не було жодного комуніста чи комсомольця. Наступного року артіль об'єднано з колгоспом ім. І. Франка (с. Колтів). Згодом приєднали ще й Хмелеву, то Кругів в колгоспі став бригадою № 3. У 1962 колгосп перейменовано в ім. М. Коцюбинського. Вирощували жито, пшеницю, ячмінь, овес, льон, картоплю, цукрові буряки, на окремих площах хороші врожаї давала городина. Утримували коней, дійних корів, нетелів, у деякі роки розводили вівчарство. Зважаючи на велику кількість садів, насаджень липи, луків, посівів гречки, люпину вагомий прибуток давала пасіка. Довгий час бригадирами були Андрій Ленговий та Михайло Належитий.
На початок 1967 р. в селі проживало 480 осіб, воно охоплювало територію 753 га. Село було радіофіковане, частина — електрифікована.
Через відсутність робочих місць, незайнятість населення, на межі другого і третього тисячоліть багато мешканців західної України і також з Кругова (особливо жінок) в пошуках роботи і заробітку змушені були виїхати в Італію, Іспанію, інші держави. Свою тугу за сім'єю, за рідною Україною висловила одна із кругівчан, викладач комп'ютерних дисциплін Ольга Тертова (Богач), у своїй поетичній збірці «Нетелефонна розмова», яка видана 2007 року у видавництві «ПрутПринт» (м. Снятин).
В селі діють народний дім «Просвіта», бібліотека, фельдшерсько-акушерський пункт. Є приватна крамниця. Нині налічується 68 дворів, у котрих замешкує 233 особи. В околицях дивна природа та здорове повітря. Сюди з пасіками приїжджають навіть з далеких місць. Є всі умови для розвитку зеленого туризму.

## Відомі особистості
- Орест Зарицький (*1863 — †1930) — лікар-адмірал цісарського флоту Австро-Угорщини, колега і підлеглий лікаря-адмірала флоту Австро-Угорщини українця Ярослава Окуневського. Проживав у Кругові з 1922 по 1930 рік.
- Йона Пелехатий (*1857 — †1936) — декан Оліївський, довголітній парох Кругова.
- Сергій Сохоцький (*1901 — †....) — онук Йони Пелехатого, емігрував на захід 1944 року, відомий лікар-кардіолог у США.
- Йона Сохоцький — онук Йони Пелехатого, вчитель, член ОУН, розстріляний гестапо 1941 року.
- Зіновій Мартинишин (*1935 — †1985) — вчитель у м. Дубно;
- Ганна Тертова (*1926 - +.21.03.2013...) — вчителька в с. Нище. Першою в селі здобула вищу освіту.
- Микола Семків (*1945 - +....) — тривалий час був головою Колтівської сільської ради, парторгом колгоспу.
- Володимир Карий (*1948 - +.....) — член Національних спілок журналістів і краєзнавців України, директор Видавничої фірми «ПрутПринт», редактор журналу «Снятин», автор і упорядник книг «Снятине сивочолий», «Друковане слово Снятина» (два видання), «З Черемшинівського духу», «Снятинщина: 20 років Незалежності» й ін. Лауреат літературно-мистецьких премій ім. Марійки Підгірянки (1995), ім. Марка Черемшини (2000), ім. адмірала Ярослава Окуневського(2008). Нагороджений Срібною Ювілейною медаллю з нагоди 2000-ліття Різдва Христового, медаллю «Будівничий України», Пам'ятним знаком «За заслуги перед Покуттям» (2011).
- Олег Скульський (*1957) — лікар-педіатр у Червонограді.